# Magical Connection
Magical Connection è un album discografico del chitarrista jazz ungherese Gabor Szabo, pubblicato dall'etichetta discografica Blue Thumb Records nel dicembre del 1970.

## Tracce

### LP
Lato A
1. Sombrero Sam – 5:14 (Charles Lloyd) – Registrato il 27 maggio 1970 a Los Angeles, California / Sovraincisione registrata il 23 giugno 1970 a Los Angeles
2. (They Long to Be) Close to You – 3:04 (Hal David, Burt Bacharach) – Registrato il 15 giugno 1970 a Los Angeles, California / Sovraincisione registrata l'8 luglio 1970 a Hollywood, California
3. Country Illusion – 3:45 (Wolfgang Melz) – Registrato il 10 giugno 1970 a Los Angeles, California / Sovraincisione registrata l'8 luglio 1970 a Hollywood, California
4. Lady with Child – 3:45 (Chuck Blore, Jerry Wright, Don Richman) – Registrato il 5 giugno 1970 a Los Angeles, California

Lato B
1. Pretty Girl Why – 3:31 (Stephen Stills) – Registrato il 13 giugno 1970 a Los Angeles, California
2. Hum a Song (From Your Heart) – 3:32 (Richard Ross) – Registrato il 3 giugno 1970 a Los Angeles, California
3. Magical Connection – 4:26 (John Sebastian) – Registrato il 5 giugno 1970 a Los Angeles, California / Sovraincisione registrata il 23 giugno 1970 a Los Angeles, California
4. Fred and Betty – 4:53 (Gabor Szabo, Richard Thompson) – Registrato giugno 1970 a Los Angeles, California / Sovraincisione registrata l'8 luglio 1970 a Hollywood, California
5. Love Theme from Spartacus – 3:13 (Alex North) – Registrato il 27 giugno 1970 a Los Angeles, California / Sovraincisione registrata l'8 luglio 1970 a Hollywood, California

## Musicisti
Sombrero Sam
- Gabor Szabo - chitarra
- Wolfgang Melz - basso elettrico
- Lynn Blessing - vibrafono
- Jim Keltner - batteria
- Emil Richards - percussioni
- Hal Gordon - percussioni

(They Long to Be) Close to You
- Gabor Szabo - chitarra
- Wolfgang Melz - basso elettrico
- Jim Keltner - batteria
- Lynn Blessing - vibrafono
- Hal Gordon - percussioni
- Erno Neufeld - concertmaster (sovraincisione)
- George Kast - violino (sovraincisione)
- Marilyn Baker - violino (sovraincisione)
- Jack Gotkin - violino (sovraincisione)
- Henry Ferber - violino (sovraincisione)
- Ambrose Russo - violino (sovraincisione)
- Leonard Malarsky - violino (sovraincisione)
- Jerome Reisler - violino (sovraincisione
- Allan Harshman - viola (sovraincisione)
- Myron Sandler - viola (sovraincisione)
- Anne Goodman - violoncello (sovraincisione)
- Frederick Seykora - violoncello (sovraincisione)
- Jules Chaikin - contractor (sovraincisione)
- Nick DeCaro - tastiere, arrangiamento, conduzione musicale (sovraincisione)

Country Illusion
- Gabor Szabo - chitarra
- Richard Thompson - tastiere
- Wolfgang Melz - basso elettrico
- Jim Keltner - batteria
- Hal Gordon - percussioni
- Erno Neufeld - concertmaster (sovraincisione)
- George Kast - violino (sovraincisione)
- Marilyn Baker - violino (sovraincisione)
- Jack Gootkin - violino (sovraincisione)
- Henry Ferber - violino (sovraincisione)
- Ambrose Russo - violino (sovraincisione)
- Leonard Malarsky - violino (sovraincisione)
- Jerome Reisler - violino (sovraincisione)
- Allan Harshman - viola (sovraincisione)
- Myron Sandler - viola (sovraincisione)
- Anne Goodman - violoncello (sovraincisione)
- Frederick Seykora - violoncello (sovraincisione)
- Jules Chaikin - contractor (sovraincisione)
- Nick DeCaro - arrangiamento, conduzione musicale (sovraincisione)

Lady with Child
- Gabor Szabo - chitarra
- Richard Thompson - tastiere
- Wolfgang Melz - basso elettrico
- Jim Keltner - batteria
- Hal Gordon - percussioni
- Emil Richards - percussioni

Pretty Girl Why
- Gabor Szabo - chitarra
- Richard Thompson - tastiere
- Lynn Blessing - vibrafono
- Wolfgang Melz - basso elettrico
- Jim Keltner - batteria
- Hal Gordon - percussioni

Hum a Song (From Your Heart)
- Gabor Szabo - chitarra
- Richard Thompson - tastiere
- Wolfgang Melz - basso elettrico
- Jim Keltner - batteria
- Hal Gordon - percussioni

Magical Connection
- Gabor Szabo - chitarra
- Richard Thompson - tastiere
- Wolfgang Melz - basso elettrico
- Jim Keltner - batteria
- Hal Gordon - percussioni
- Emil Richards - percussioni + percussioni (sovraincisione)

Fred and Betty
- Gabor Szabo - chitarra
- (probabile) Richard Thompson - tastiere
- (probabile) Wolfgang Melz - basso elettrico
- (probabile) Jim Keltner - batteria
- (probabile) Hal Gordon - percussioni
- Erno Neufeld - concertmaster (sovraincisione)
- George Kast - violino (sovraincisione)
- Marilyn Baker - violino (sovraincisione)
- Jack Gootkin - violino (sovraincisione)
- Henry Ferber - violino (sovraincisione)
- Ambrose Russo - violino (sovraincisione)
- Leonard Malarsky - violino (sovraincisione)
- Jerome Reisler - violino (sovraincisione)
- Allan Harshman - viola (sovraincisione)
- Myron Sandler - viola (sovraincisione)
- Anne Goodman - violoncello (sovraincisione)
- Frederick Seykora - violoncello (sovraincisione)
- Jules Chaikin - contractor (sovraincisione)
- Nick DeCaro - arrangiamento, conduzione musicale (sovraincisione)

Love Theme from Spartacus
- Gabor Szabo - chitarra
- Richard Thompson - tastiere
- Wolfgang Melz - basso elettrico
- Jim Keltner - batteria
- Hal Gordon - percussioni
- Erno Neufeld - concertmaster (sovraincisione)
- George Kast - violino (sovraincisione)
- Marilyn Baker - violino (sovraincisione)
- Jack Gootkin - violino (sovraincisione)
- Henry Ferber - violino (sovraincisione)
- Ambrose Russo - violino (sovraincisione)
- Leonard Malarsky - violino (sovraincisione)
- Jerome Reisler - violino (sovraincisione)
- Allan Harshman - viola (sovraincisione)
- Myron Sandler - viola (sovraincisione)
- Anne Goodman - violoncello (sovraincisione)
- Frederick Seykora - violoncello (sovraincisione)
- Jules Chaikin - contractor (sovraincisione)
- Nick DeCaro - arrangiamento, conduzione musicale (sovraincisione)[2]

- Le note interne alla copertina dell'album originale indicano la partecipazione alla registrazione di: Felix (Flaco) Falcon (conga drums) e Sandra Crouch (percussioni), mentre Nick DeCaro è accreditato come esecutore all'accordion e strumenti ad arco

Note aggiuntive
- Tommy LiPuma - produttore
- Registrazioni effettuate al Village Recorders
- Richard Moore - ingegnere delle registrazioni
- Bruce Botnick - ingegnere delle registrazioni (brano: Pretty Girl Why)
- Mixaggio effettuato al Sunset Sound da Bruce Botnick
- Tom Wilkes e Barry Feinstein - Design e fotografia copertina album originale (per la Camouflage Productions)[3]